# Natação nos Jogos Pan-Americanos de 2019 - Revezamento 4x200 m livre masculino
As competições do revezamento 4x200 metros livre masculino da natação nos Jogos Pan-Americanos de 2019 foram realizadas em 9 de agosto no Centro Aquático Nacional, em Lima, no Peru. 

## Calendário
Horário local (UTC-5).
| Data        | Horário | Fase  |
| ----------- | ------- | ----- |
| 9 de agosto | 22:05   | Final |

## Medalhistas
|  | BRA Brasil                                                      |  | USA Estados Unidos                                           |  | MEX México                                            |
|  | Luiz Altamir Melo Fernando Scheffer João de Lucca Breno Correia |  | Drew Kibler Grant House Samuel Pomajevich Christopher Wieser |  | Jorge Iga Long Gutiérrez José Martínez Ricardo Vargas |

## Recordes
Antes desta competição, os recordes mundiais e pan-americanos da prova eram os seguintes:
| Tipo                             | Atleta | Tempo   | Local   | Data                |
| -------------------------------- | --- | ------- | ------- | ------------------- |
|                                  | Estados Unidos · Michael Phelps (1:44.49) · Ricky Berens (1:44.13) · David Walters (1:45.47) · Ryan Lochte (1:44.46)   | 6m58s55 | Roma    | 31 de julho de 2009 |
| Recorde dos Jogos Pan-Americanos | Brasil · Luiz Altamir Melo (1:48.39) · João de Lucca (1:47.79) · Thiago Pereira (1:48.14) · Nicolas Oliveira (1:46.83) | 7m11s15 | Toronto | 15 de julho de 2015 |

Os seguintes novos recordes foram estabelecidos durante esta competição:
| Data        | Evento | Atleta | Tempo   | Notas                            |
| ----------- | ------ | --- | ------- | -------------------------------- |
| 9 de agosto | Final  | Brasil · Luiz Altamir Melo (1:48.10) · Fernando Scheffer (1:46.36) · João de Lucca (1:48.62) · Breno Correia (1:47.58) | 7:10.66 | Recorde dos Jogos Pan-Americanos |

## Resultado final
A final foi realizada em 9 de agosto. 
| Pos.              | Raia | Nadadores | Nacionalidade      | Tempo   | Notas                            |
| ----------------- | ---- | --- | ------------------ | ------- | -------------------------------- |
| Medalha de ouro   | 5    | Luiz Altamir Melo (1:48.10) Fernando Scheffer (1:46.36) João de Lucca (1:48.62) Breno Correia (1:47.58)                    | BRA Brasil         | 7:10.66 | Recorde dos Jogos Pan-Americanos |
| Medalha de prata  | 4    | Drew Kibler (1:47.31) Grant House (1:48.31) Samuel Pomajevich (1:49.34) Christopher Wieser (1:49.86)                       | USA Estados Unidos | 7:14.82 |                                  |
| Medalha de bronze | 3    | Jorge Iga (1:47.92) Long Gutiérrez (1:47.90) José Martínez (1:51.29) Ricardo Vargas (1:52.32)                              | MEX México         | 7:19.43 | Recorde nacional                 |
| 4                 | 6    | Cristian Quintero (1:48.94) Antoine Khazne (1:52.52) Andy Arteta Gomez (1:54.71) Rafael Dávila ( 1:51.25)                  | VEN Venezuela      | 7:27.42 |                                  |
| 5                 | 2    | Yeziel Morales (1:53.87) Christian Bayo (1:53.73) Miguel Ángel Cancel (1:53.67) Jarod Arroyo (1:54.86)                     | PUR Porto Rico     | 7:36.13 |                                  |
| 6                 | 7    | Christian Mayer Martinelli (1:57.47) Gustavo Gutierrez Lozano (1:56.02) Joaquin Gallo (1:52.56) Ricardo Espinosa (1:56.00) | PER Peru           | 7:42.05 |                                  |

Legenda
| Recorde mundial                  | Recorde mundial (World record)               |                       | Recorde africano                      | Recorde africano (African) |                                           | Q | Classificado por posição (Qualified) |
| Recorde dos Jogos Pan-Americanos | Recorde pan-americano (Pan-American record)  | Recorde da América    | Recorde da América (Americas)         | q                          | Classificado por melhor tempo (Qualified) |   |                                      |
| Melhor marca do ano              | Melhor marca do ano (World leading)          | Recorde asiático      | Recorde asiático (Asian)              | DNS                        | Não largou (Did not start)                |   |                                      |
| Recorde nacional                 | Recorde nacional (National record)           | Recorde europeu       | Recorde europeu (European)            | DNF                        | Não terminou (Did not finish)             |   |                                      |
| Recorde pessoal                  | Recorde pessoal do atleta (Personal best)    | Recorde da Oceania    | Recorde da Oceania (Oceania)          | DSQ / DQ                   | Desclassificado (Disqualified)            |   |                                      |
| Recorde da temporada             | Recorde da temporada do atleta (Season best) | Recorde sul-americano | Recorde sul-americano (South America) | NM                         | Sem marca (No mark)                       |   |                                      |